# Bulbophyllum prianganense
Bulbophyllum prianganense är en orkidéart som beskrevs av Johannes Jacobus Smith. Bulbophyllum prianganense ingår i släktet Bulbophyllum och familjen orkidéer. Inga underarter finns listade i Catalogue of Life.